# تمساح نهر بيروت
تمساحُ نهر بيروت هو اسمٌ أُطلق في وسائل الإعلام اللُبنانيَّة وفي الوسط الشعبي اللُبناني عُمومًا والبيروتي خُصوصًا، على تمساح نيل شبه بالغ عُثر عليه في نهر بيروت خِلال أواسط سنة 2013م، عندما شاهده بعض الناس يتشمَّس على إحدى ضفاف النهر المذكور، ورآه آخرون يسبح في مياهه. وقد شكَّل هذا الأمر صدمة كبيرة لِأهالي محلَّة بُرج حمّود التي يعبر فيها النهر نظرًا لأنَّه كان سابقةً من نوعها. كما أثار الموضوع استغراب وسائل الإعلام والرأي العام لِعدَّة أسباب، أبرزها أنَّه لا وُجود للتماسيح في لُبنان (أقلّه في التاريخ المُدوَّن) ولأنَّ النهر شديد التلوُّث وشحيح المياه، بل إنه جاف على مقربة من مصبِّه، الأمر الذي يحول دون عيش أي كائنٍ بريٍّ فيه بشكلٍ طبيعيّ. غير أنَّ بعض سُكَّان المحلَّة أشاروا إلى أنهم شاهدوا التمساح كثيرًا قبل ذلك، وأنَّ بعض الأهالي كانوا يرمون له الطعام، بل إنَّ بعضهم أشار بِوُجود 4 تماسيح كحدٍ أدنى.
احتلَّ التمساح مركزًا مُتقدمًا في الأخبار اللُبنانيَّة طيلة أسابيع، ثُمَّ اختفت آثاره لِفترة قبل أن يُعاود الظُهور مُجددًا. وفي نهاية المطاف تمكَّن أحد الصيَّادين من الإمساك بالتمساح وعُهد به إلى فريقٌ من المُتطوعين العاملين في حماية البيئة والحياة البريَّة الذين قاموا بترحيله إلى مُنتزه للحياة البريَّة في بريطانيا كي يعيش حياةً طبيعيَّة بعيدة عن التلوث ومع بني جنسه، وحيثُ يلقى العناية المُلائمة.

## خلفيَّة

### تاريخ التماسيح في لُبنان وسائر الشَّام

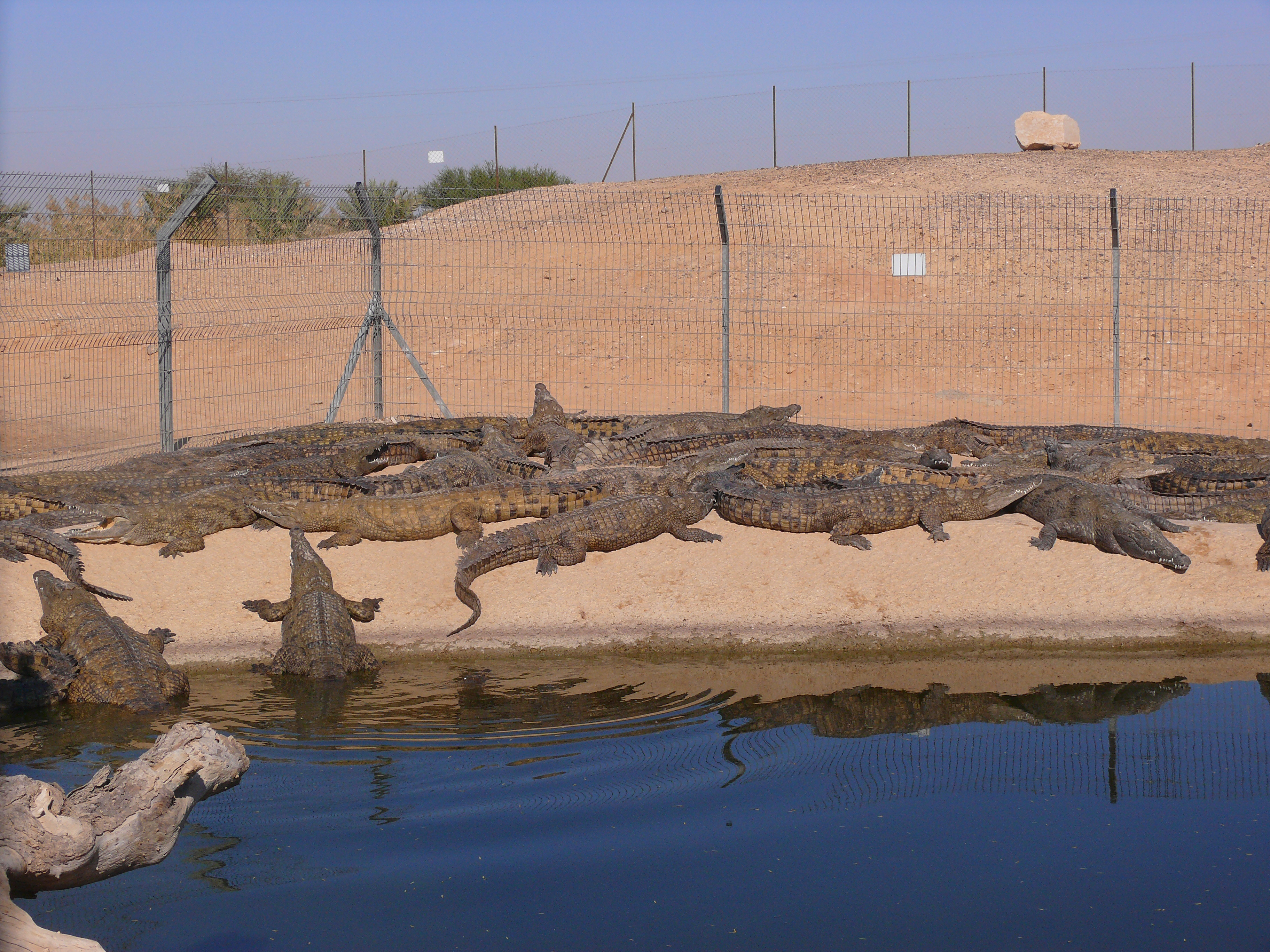
تماسيح نيل في الأسر بِإسرائيل.

أشار الطبيب البيطري الدكتور وليد درويش في مُقابلةٍ مع الصحافي شادي عواد لجريدة الجُمهوريَّة أنَّ تماسيح النيل لم يُعثر لها حتَّى الآن على مُستحثاتٍ ضمن حُدود الأراضي التابعة لِلجُمهوريَّة اللُبنانيَّة، لكنَّها كانت تعيشُ في القدم في أنحاء أُخرى من الشَّام، وفي الأُردُن. وفي الحقيقة فإنَّ بعض أنهار الشَّام الجنوبيَّة، أي فلسطين والأُردُن، اشتهرت عبر التاريخ بوُجود تماسيحٍ فيها، ومن أبرزها نهر الزرقاء الذي اقترن اسمه بالتماسيح مُنذُ القدم، فعرفه الرومان بـ«نهر التمساح»، وأطلق عليه الصليبيون تسمية «نهر التماسيح»، والفُرس «سيل التمساح». كذلك، كانت التماسيح تعيشُ في نهر الأُردُن وفي أغلب الأنهار الفلسطينيَّة التي تصبُّ في البحر المُتوسِّط، وورد ذكرٌ لها في الكتاب المُقدَّس في عدَّة مواضع، منها موضعٌ يُشير إلى وُجودها في فلسطين، فقد ورد في سفر أيُّوب بالأصحاح الحادي والأربعين: «أَتَصْطَادُ لَوِيَاثَانَ بِشِصٍّ، أَوْ تَضْغُطُ لِسَانَهُ بِحَبْلٍ؟ ۝ أَتَضَعُ أَسَلَةً فِي خَطْمِهِ، أَمْ تَثْقُبُ فَكَّهُ بِخِزَامَةٍ؟ ۝ أَيَكْثِرُ التَّضَرُّعَاتِ إُِّلَيْكَ، أَمْ يَتَكَلَّمُ مَعَكَ بِاللِّينِ؟ ۝ هَلْ يَقْطَعُ مَعَكَ عَهْداً فَتَتَّخِذَهُ عَبْدَا مُؤَبَّداً؟ ۝ أَتَلْعَبُ مَعَهُ كَالْعُصْفُورِ، أَوْ تَرْبِطُهُ لأَجْلِ فَتَيَاتِكَ؟ ۝ هَلْ تَحْفِرُ جَمَاعَةُ الصَّيَّادِينَ لأَجْلِهِ حُفْرَةً، أَوْ يَقْسِمُونَهُ بَيْنَ الْكَنْعَانِيِّينَ؟ ۝ أَتَمْلأُ جِلْدَهُ حِرَاباً وَرَأْسَهُ بِإِلاَلِ السَّمَكِ؟ ۝ ضَعْ يَدَكَ عَلَيْهِ. لاَ تَعُدْ تَذْكُرُ الْقِتَالَ! ۝ هُوَذَا الرَّجَاءُ بِهِ كَاذِبٌ. أَلاَ يُكَبُّ أَيْضاً بِرُؤْيَتِهِ؟ ۝ لَيْسَ مِنْ شُجَاعٍ يُوقِظُهُ، فَمَنْ يَقِفُ إِذاً بِوَجْهِي؟ ۝ مَنْ تَقَدَّمَنِي فَأُوفِيَهُ؟ مَا تَحْتَ كُلِّ السَّمَوَاتِ هُوَلِي». ووفقًا لِمُفسري الكتاب المُقدَّس فإنَّ «لوياثان» كلمة عبريَّة تعني «مُلتف»، وهو حيوان مائيّ كبير يُرجَّح أنهُ التمساح، وأنَّ الله كان يُخاطب النبيّ أيُّوب بعد أن استمرَّ مرضهُ العضال 30 سنة، واضعًا لهُ التمساح كنموذج لأشرس الحيوانات المائيَّة، ومُشبهًا إياه بالمرض الذي يقدرُ على شفائه مهما عظُم. ومن المعروف أنَّ النبيّ أيُّوب ذُكر على أنَّهُ عاش في «أرض عوص»: «كَانَ رَجُلٌ فِي أَرْضِ عَوْصَ اسْمُهُ أَيُّوبُ. وَكَانَ هذَا الرَّجُلُ كَامِلاً وَمُسْتَقِيمًا، يَتَّقِي اللهَ وَيَحِيدُ عَنِ الشَّرِّ»، وأرض عوص هذه يُرجّح بعض الباحثين أن تكون جُزءًا من مملكة أدوم الواقعة في فلسطين وجنوب غرب الأُردُن. أو في باشان جنوب سوريا وغرب الأُردُن، وبالتالي فإن صحَّ هذا فإنَّ التماسيح تكون قد سكنت هذا الجُزء من الشَّام خِلال العُصور القديمة.
قُتل آخر التماسيح في فلسطين في أوائل القرن العشرين، وعند قيام دولة إسرائيل قام بعض الأشخاص بإنشاء مزارع خاصَّة لِتربية تماسيح النيل في سبيل الحُصول على جُلودها، وذلك في منطقة حوض نهر الأُردُن وفي صحراء النقب، وقد حدث أن هربت بضعة تماسيح أكثر من مرَّة من حظائرها إلى نهر الأُردُن وبعض الأنهر والسُيول المُتفرعة منه والبُحيرات، الأمر الذي دفع بالسُلطات المحليَّة إلى المُطالبة بإغلاق بعض تلك المزارع حفاظًا على السلامة العامَّة.

### نهر بيروت
ينبع نهر بيروت من المُنحدرات الغربيَّة لِجبل لُبنان على ارتفاع 1890 مترًا. يتدفّق غربًا نحو 20 كيلومتراً من نبع جوفي قبل أن يُغيّر مجراه شمالًا في آخر خمسة كيلومترات ليمرّ في سهلٍ ساحليٍّ مُكتظ عُمرانيًّا ويصبّ بعدها في البحر المُتوسَّط في بيروت. هذا النهر موسمي يشحّ في الصيف مثل الكثير من الأنهر اللُبنانيَّة ويكون غزيرًا في الشتاء. لِغاية سنة 1933م كان النهر واسعًا وذاهبًا في العرض. قدِم في تلك السنة لاجئون أرمن وسكنوا على ضفافه، فبدأ يضيق. أضف إلى ذلك كميَّة التُراب التي تتساقط فيه والتي أدّت إلى ارتفاع مُستواه. فطاف النهر سنة 1940م. فما كان من الدولة إلَّا أن اتخذت قرارًا وقتها تماشيًا مع ما كان يحصل في العالم بشقّ قنوات للسيطرة على فيضان النهر. في سنة 1956م تمّ صبّ مجرى النهر بالإسمنت لغاية محلَّة جسر الواطي، وفي سنة 1988م، امتدّ الإسمنت إلى محلَّة جسر الباشا. عانى نهر بيروت من التلوُّث الشديد نتيجة الكثافة السُكَّانيَّة والبناء العشوائي على ضفافه وتحويل مجرى مياه الصرف الصحي إليه، إلى جانب رمي النفايات الصناعيَّة فيه من المصانع المُقامة على ضفاف منبعه، وبقايا وأشلاء الذبائح ونفايات المسلخ القائم على مقرُبةٍ منه، حتَّى إنَّ الأهالي مُعتادون على تبدُّل لون مياهه، فهي قد تكون سوداء، وقد تكون حمراء، تماشيًا مع ما يُلقى فيه من مواد مُلوثة.

## تاريخ المُشاهدات

تمساح نهر بيروت بعد أن شُوهد خلف سوق السمك في بيروت وهو قابعٌ يتشمَّس على لوحٍ من القصدير.

في مُنتصف شهر تمُّوز (يوليو) سنة 2013م، بدأت تتوارد أخبار عن رصد تمساح أو أكثر في نهر بيروت، وقد أحدث هذا الأمر ما يُشبه ردَّة الفعل الهستيريَّة في العاصمة اللُبنانيَّة بيروت عُمومًا، وعند أهالي محلَّة بُرج حمُّود خُصوصًا، وقد دامت هذه الحالة سنةً كاملة دون أن يظهر التمساح على شاشات الإعلام المرئي اللُبناني، الأمر الذي دفع الكثيرين إلى التشكيك بوجوُده، حتَّى ورد تقريرٌ مُفصَّل للصحافي شادي عواد مُرفق بالصُور في جريدة الجُمهوريَّة يوم 24 تمّوز (يوليو) 2013م، يظهر فيه التمساح وهو يجوب أطراف النهر، مما أثار انفعالًا واضحًا لدى الأهالي، ومنح الادعاءات القائلة بِوُجود تمساحين آخرين على الأقل يصلُ طول الواحد منهما إلى أربعة أمتار بعض المصداقيَّة. وكان فريقٌ من جريدة الجُمهوريَّة قد توجه إلى المنطقة التي كان أحد الجُسور يربط فيها بين ضفتيّ النهر قبل انهياره مُنذ سنوات، وهي تقع ضمن مصب نهر بيروت تقريبًا، بين شركة سوكلين لِتجميع النفايات ومسلخ المواشي، كونه المكان الذي بحسب شهود عيان، شوهدت فيه التماسيح أكثر من مرَّة. ولم تُسفر المُحاولات الأولى للفريق لِرصد التماسيح عن أيَّة نتيجة، لكن بعد مُرور حوالي أُسبوعين، تمكَّن أحد المُصورين أخيرًا من تصوير تمساحٍ يافعٍ في المنطقة التي ذكر الشهود أن التمساح كان موجودًا فيها، والتي تبعد أمتارًا قليلة عن أماكن سكن بعض الناس. لكنَّ الفريق لم يتمكن من رصد باقي المجموعة المزعومة، فلم يكن بالإمكان الجزم بِوُجود تماسيح بالغة في المنطقة أنجبت هذا التمساح وغيره، أو بأنه رُمي هُناك من قِبل أحد مُربي الحيوانات الذي قرر الاستغناء عنه. اختفى التمساح لِفترةٍ من الوقت قبل أن يُعاود الظُهور في بداية سنة 2014م، إذ شاهده أحد المُواطنين في أوائل شهر كانون الثاني (يناير) من السنة سالِفة الذِكر وهو مُستلقٍ على لوحٍ من القصدير في الجهة الخلفيَّة لِسوق السمك، فتمَّ إبلاغ المعنيين بالأمر، لكنَّ التمساح سُرعان ما اختفى مُجددًا.
أكَّد الدكتور وليد درويش أنَّ هذا التمساح رماه أحد الناس على الأرجح بعد أن ابتاعه وهو صغير، وبعد أن كبُر وازدادت شراسته قام برميه في النهر ليتخلَّص منه، مع الأخذ بِعين الاعتبار أنَّ هُناك بعض المتاجر والمحلَّات المُتخصصة ببيع الحيوانات كانت تعرض تماسيح صغيرة للبيع بطريقة غير شرعية. وأشار درويش أنَّهُ طالما كان الغذاء مُتوافرًا للتمساح، فسوف يبقى في ذات المنطقة على الأغلب، لكن إذا لم يتوافر له الغذاء، فسيبحث عنه في مناطق أخرى، وأنَّ التماسيح قادرة على اتخاذ أي مكانٍ آخر متوافق مع بيئتها موطنًا لها. أثار وُجود التمساح عاصفةً من الأسئلة الأُخرى، وهي كيف كان لهُ أن يبقى على قيد الحياة في نهرٍ شديد التلوُّث يُشكِّلُ مكبًا لِلأنقاض الصناعيَّة ومياه المجاري وقُمامات المسلخ. وبِعبارةٍ أُخرى: «كيف يُمكنُ لِبيئةٍ موسومة صراحةً بِأنها «غير طبيعيَّة» استضافة مخلوقات «الطبيعة»»، لا سيَّما بعد أن كشفت التحقيقات وشهادات مُوظفي سوق السمك المُجاور لِلنهر وشركة سوكلين وكذلك سُكَّان الأحياء المُحيطة أنَّ هذا التمساح شوهد مرارًا مُنذ سنة 2005م. وفي الحقيقة، فإنَّ التماسيح تُعد من بين أكثر الأحياء مُقاومةً للأمراض ومن أطولها عُمرًا، إذ يُمكن أن يتراوح أمد حياة الأنواع الأضخم مثل تمساح النيل وتمساح المياه المالحة بين 60 و70 سنة تقريبًا، وقد تمَّ الإبلاغ عن تمساحٍ نيليٍّ كان يعيش في مركز عالم التماسيح للانحفاظ (بالإنجليزية: Crocworld Conservation Centre)‏ في بلدة سكوتبيرگ بِجنوب أفريقيا وقيل بأنَّهُ وُلد سنة 1900م في منطقة حوض نهر أوكاڤنگو بِبوتسوانا، الأمر الذي يعكس، إن كان صحيحًا، مقدرة هذه الحيوانات على مُقاومة الأمراض والمُلوثات وتحمُّلها أشد الصعاب البيئيَّة.

### رُدود الفعل الرسميَّة
أبدى وزير البيئة ناظم الخوري استغرابه الشديد لِوُجود تماسيح في لُبنان وأثنى على الجهود التي قامت بها صحيفة الجُمهوريَّة لِمُتابعة هذه القضيَّة، وأعلن أنَّ كُل إمكانات الوزارة موضوعة في خدمة هذا الموضوع، وأنَّ وزارة البيئة تسعى جاهدةً لِتأمين التمويل اللازم لحل مُشكلة المسلخ الذي يُشكِّلُ كارثةً كبيرة. وقال إنَّهُ لا بُد من معرفة كيف وصلت هذه التماسيح إلى المصب، وكيف وصلت إلى لُبنان وبأيَّة طريقة، وكم عدد التماسيح التي دخلت وتمَّ التصريح عنها، وشدَّد على أهميَّة التعاون مع المُواطنين للتوعية من خُطورة هذه الظاهرة. أيضًا، أكَّد وزير الزراعة حسين الحاج حسن أنَّه أبلغ الأجهزة المعنيَّة في بلديَّة بُرج حمّود، القيام بالإجراء اللازم للتحقق من صحة الخبر، وطلب من جريدة الجمهوريَّة الصور والفيديو الذي تمَّ تصويره، مشيراً إلى عدم اقتناعه بصحة الخبر بسبب شح وجود المياه في المنطقة المذكورة. وبعد تأكيد وُجود التمساح، توجَّه نحو النهر قُوَّة من الشرطة ومسؤولون عسكريّون ووُزراء وصحافيّون ومُراسلوا قنوات تلفازيَّة وعددٌ من المُواطنين آملين العُثور على ذاك التمساح، لكنهم فشلوا في رؤيته أو تصويره.

## الإمساك بالتمساح

التمساح بعد أن أُمسك به.

حاول صيادو السمك إيقاع التمساح في شباكهم، لكنَّهُ كان في كُلِّ مرَّة يُصارع ويمخر طريقه هاربًا. أقدمت مُنظمة «Animals Lebanon» (منظمة غير حُكوميَّة) على تنسيق عمليَّة للإمساك بالحيوان وإنقاذه، وتولَّى جيسون ماير المُدير التنفيذي للجمعيَّة مسؤوليَّة البعثة المُكوَّنة من عشرين عُنصرًا، والمُكلَّفة بالنُزول إلى مياه النهر الضحلة بحثًا عن الحيوان. وجيء بپيتر برودرومو - المعروف عند مُتتبعيه باسم «سفاري پيت» - إلى بيروت، وهو النسخة البريطانيَّة عن صائد التماسيح الأُسترالي ستيڤ إروين، لكنَّهُ عاد فارغ اليدين بعد أيَّامٍ قليلة، عندما أدرك استحالة الغطس في مياه النهر السَّامَّة.
بعد أسابيع من الانتظار واختفاء التمساح، كان صيَّادُ أسماكٍ يُدعى فادي البعلبكي من بلدة سلعا الجنوبيَّة في قضاء صور يُلقي شباكه في نهر بيروت قُرب مصبّه في البحر المُتوسط، فعلق بها التمساح صُدفةً، وتمكَّن البعلبكي من سحبه إلى بر الأمان وقام بتقييده على الفور وشلَّ حركته. وأشار في مُقابلةٍ أُجريت معه: «أنا أصطاد عادةً بين النهر والبحر، وسبق أن شاهدت هذا التمساح»، وقال أيضًا: «سبق أن علق التمساح بِشباكي قبل أسابيع لكنَّهُ مزّقها، أمَّا اليوم فكانت شباكي قويَّة ولم يتمكن من الافلات». وأضاف: «أنا أنتظر قرار القوى الأمنيَّة لِأعرف ماذا سأفعل به». وبلغ طول التمساح مترًا و37 سنتيمترًا، ووزنه عشرة كيلوغرامات، في حين أشارت الوكالة الوطنيَّة للإعلام اللُّبنانيَّة إلى أنَّ وزنه وصل إلى عشرين كليوغرامًا.

### الترحيل
سُلِّمت وصاية التمساح إلى مُنظمة «Animals Lebanon» التي باشرت على الفور بِترتيب عمليَّة ترحيله خارج لُبنان إلى محميَّةٍ طبيعيَّةٍ مُلائمة أو إلى مركز مُحافظة على الحيوانات. وفي 30 حُزيران (يونيو) 2014م، تصدَّر التمساح عناوين الصُحف لآخر مرَّة عندما أُعلن عن موطنه الجديد: مركز تماسيح العالم في المملكة المُتحدة. وما أن وصل التمساح إلى بريطانيا حتَّى أُرسل للمُعالجة من مرضٍ تبيَّن أنَّهُ أُصيب به في دمِه جرَّاء سباحته في النهر المُلوَّث. ثُمَّ أُطلق سراحه في المركز بعد أن تمَّ التأكد من قُدرته على الاختلاط دون التأثير على صحة التماسيح المُحيطة به، كما وأُطلق عليه اسم «لبي - Lebby» تيمُنًا بلُبنان.

### باللُغة العربيَّة
1. 1 2 3 4  عوَّاد، شادي (2014). "مصب نهر بيروت «موطن» للتماسيح !". جريدة الجُمهوريَّة اللُبنانيَّة. مؤرشف من الأصل في 16 يونيو 2018. اطلع عليه بتاريخ 12 تشرين الثاني (نوڤمبر) 2015. {{استشهاد ويب}}: تحقق من التاريخ في: |تاريخ الوصول= (مساعدة)
2. ↑  العزوني، أسعد (2 شُباط (فبراير) 2013م). ""سيل الزرقاء " يعود لمجده الغابر". وكالة عمّون الإخباريَّة. مؤرشف من الأصل في 26 مايو 2015. اطلع عليه بتاريخ 12 تشرين الثاني (نوڤمبر) 2015. {{استشهاد ويب}}: تحقق من التاريخ في: |تاريخ الوصول= و|تاريخ= (مساعدة)
3. ↑  أسعد، بولين تُدري. "التمساح في الكتاب المُقدَّس". موقع الأنبا تكلا. مؤرشف من الأصل في 16 يونيو 2018. اطلع عليه بتاريخ 12 تشرين الثاني (نوڤمبر) 2015. {{استشهاد ويب}}: تحقق من التاريخ في: |تاريخ الوصول= (مساعدة)
4. ↑  الصبَّاغ، عبَّاس (28 يوليو 2011). "مسالخ لا تستوفي الشروط… ونفاياتها في نهر بيروت". موقع جنوبيَّة للأخبار. مؤرشف من الأصل في 15 يوليو 2018. {{استشهاد ويب}}: تحقق من التاريخ في: |تاريخ= (مساعدة)
5. ↑  علّوش، مُحمَّد (السبت 25 نيسان 2015). "نهر بيروت أحمر... ومن فشل بالتحقيق الاول تولى التحقيق مجددًا!". النشرة الإلكترونيَّة اللُبنانيَّة. مؤرشف من الأصل في 16 يوليو 2018. اطلع عليه بتاريخ 14 تشرين الثاني (نوڤمبر) 2015. {{استشهاد ويب}}: تحقق من التاريخ في: |تاريخ الوصول= و|تاريخ= (مساعدة)
6. ↑  القنطار، بسَّام (الخميس 16 نيسان 2015). "نهر بيروت «يحمرّ» مجدّداً: المادة معروفة والفاعل مجهول". جريدة الأخبار. مؤرشف من الأصل في 17 نوفمبر 2015. {{استشهاد ويب}}: تحقق من التاريخ في: |تاريخ= (مساعدة)
7. ↑  ماجد، ريَّان (6 أيلول (سپتمبر) 2013). "أيها اللبنانيون: في عاصمتكم نهر فيه تمساحٌ وهذه قصته". Now Lebanon. مؤرشف من الأصل في 25 فبراير 2014. اطلع عليه بتاريخ 12 تشرين الثاني (نوڤمبر) 2015. {{استشهاد ويب}}: تحقق من التاريخ في: |تاريخ الوصول= و|تاريخ= (مساعدة) والوسيط author-name-list parameters تكرر أكثر من مرة (مساعدة)
8. 1 2 3 4 5  كريستيدي، ناديا (تشرين الثاني 2015). "تخيّلات بريَّة: نوبة تماسيح نهر بيروت". جريدة حمُّود بدوي. بيروت. ص. 9. {{استشهاد بخبر}}: تحقق من التاريخ في: |تاريخ= (مساعدة)
9. ↑  "تمساح نهر بيروت يسبح ويمرح على هواه". MTV لُبنان. 27 يوليو 2013. مؤرشف من الأصل في 29 يونيو 2017. {{استشهاد ويب}}: تحقق من التاريخ في: |تاريخ= (مساعدة)
10. ↑  "ظهور تمساح نهر بيروت من جديد في الجهة الخلفية لسوق السمك". وكالة شفقنا الإخباريَّة. الأربعاء، 08 يناير 2014. مؤرشف من الأصل في 17 نوفمبر 2015. {{استشهاد ويب}}: تحقق من التاريخ في: |تاريخ= (مساعدة)
11. ↑  سعيد، عليّ (3 نيسان (أبريل) 2014). "فادي بعلبكي من سلعا الجنوبية يقبض على تمساح نهر بيروت". موقع ياصور. مؤرشف من الأصل في 16 يونيو 2018. اطلع عليه بتاريخ 13 تشرين الثاني (نوڤمبر) 2015. {{استشهاد ويب}}: تحقق من التاريخ في: |تاريخ الوصول= و|تاريخ= (مساعدة)
12. ↑  أ ف ب (خدمة دنيا) (الجمعة، 4 أبريل/ نيسان 2014). "صيد تمساح في نهر بيروت". جريدة الحياة. مؤرشف من الأصل في 14 أبريل 2020. اطلع عليه بتاريخ 13 تشرين الثاني (نوڤمبر) 2015. {{استشهاد ويب}}: تحقق من التاريخ في: |تاريخ الوصول= و|تاريخ= (مساعدة)
13. ↑  "تمساح نهر بيروت في قبضة احد الصيادين". الوكالة الوطنيَّة للإعلام. الخميس 03 نيسان 2014. مؤرشف من الأصل في 16 يونيو 2018. اطلع عليه بتاريخ 13 تشرين الثاني (نوڤمبر) 2015. {{استشهاد ويب}}: تحقق من التاريخ في: |تاريخ الوصول= و|تاريخ= (مساعدة)
14. ↑  "القبض على تمساح بنهر بيروت". النشرة الإلكترونيَّة اللُبنانيَّة. الخميس 03 نيسان 2014. مؤرشف من الأصل في 16 يوليو 2018. اطلع عليه بتاريخ 13 تشرين الثاني (نوڤمبر) 2015. {{استشهاد ويب}}: تحقق من التاريخ في: |تاريخ الوصول= و|تاريخ= (مساعدة)
15. ↑  "أين هو تمساح بيروت ؟". مُلحق أخبار لُبنان والعالم العربي. 29 أيلول 2015. مؤرشف من الأصل في 17 نوفمبر 2015. {{استشهاد ويب}}: تحقق من التاريخ في: |تاريخ= (مساعدة)
16. ↑  "هل تذكرون تمساح نهر بيروت؟ هذه حاله اليوم". أخبار التيَّار الوطني الحُر. 29 أيلول 2015. مؤرشف من الأصل في 4 مارس 2016. {{استشهاد ويب}}: تحقق من التاريخ في: |تاريخ= (مساعدة)

### باللُغة الإنگليزيَّة
1. ↑  "The Land of Uz" WebBible Encyclopedia نسخة محفوظة 01 سبتمبر 2006 على موقع واي باك مشين.
2. ↑  "Where Was Uz?" by Wayne Blank, Daily Bible Study نسخة محفوظة 06 يوليو 2017 على موقع واي باك مشين.
3. ↑  "Jerusalem Biblical Zoo: Nile Crocodile". مؤرشف من الأصل في 2015-12-06.
4. ↑  Rinat، Zafrir (Jan 01, 2015). "Jordan Valley Crocodiles Find Themselves in a Snarl: Local council wants to evacuate the no-longer profitable crocodile farm after selling their skins was banned". Haaretz. Haaretz Newspaper. مؤرشف من الأصل في 2 فبراير 2017. اطلع عليه بتاريخ 12 نوڤمبر 2015. {{استشهاد ويب}}: تحقق من التاريخ في: |تاريخ الوصول= و|تاريخ= (مساعدة)
5. ↑  "Johannesburg: World's oldest crocodile turns 114". IBN Live. 16 ديسمبر 2014. مؤرشف من الأصل في 2015-05-13. اطلع عليه بتاريخ 2014-12-19.
6. ↑  "Celebran cumpleaños del cocodrilo más longevo del mundo". El Nuevo Día. 16 ديسمبر 2014. مؤرشف من الأصل في 2014-12-26. اطلع عليه بتاريخ 2014-12-19. {{استشهاد ويب}}: استعمال الخط المائل أو الغليظ غير مسموح: |ناشر= (مساعدة)

## وصلات خارجيَّة
- نهر بيروت.... تمساحٌ مرَّ من هُنا . على يوتيوب
- مجلَّة الجرس: نكات لُبنانيَّة على تمساح نهر بيروت.
- مُشاركات تضم تمساح نهر بيروت، من موقع «يافطة».